# 赫明堂
赫 明堂（かく めいどう、He Mingtang、? - 1872年）は、清末の陝西省での回民蜂起の指導者。
陝西省出身。イスラム教のアホン。1857年から1858年まで雲南省の回民の蜂起に参加し、帰郷後に陝西省での反清運動の準備を進めた。1862年、太平天国の陳得才の部隊が陝西省に入ると、任武らとともに蜂起し、渭水両岸を転戦した。1864年に蜂起が失敗に終わると、甘陝提督雷正綰に投降したが、1866年に再び蜂起し、甘粛省寧州の董志塬で、十八大営の元帥の一人に選ばれた。その後、河州の馬占鰲の回民軍と連合して清軍に対抗したが、1872年に馬占鰲が清に投降するのに反対したため、馬占鰲に捕えられ、清軍に引き渡されて処刑された。